# Playa Baya
Playa Baya es una playa en la isla caribeña de Curazao, situada en una península en el sureste de la Bahía Caracas al lado del Fuerte Beekenburg. Allí se observa lo que solía ser un puerto - búnker de la empresa petrolera Royal Dutch Shell, algunos muelles y depósitos aún se pueden ver.
Es una playa pequeña, principalmente orientada a los deportes acuáticos. Existen instalaciones para el alquiler de material de buceo, canoas y  motos de agua. Hay paseos en barco para visitar la isla de Klein Curazao. Playa Baya también es conocida por su vida nocturna.